# تریگلیف

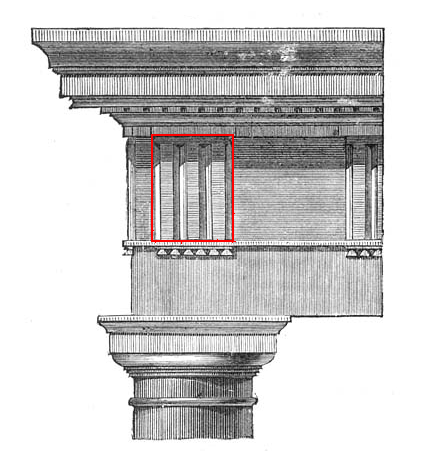
تریگلیف بر روی آخرین ستون در نظم دوریک رومی تئاتر مارسلوس

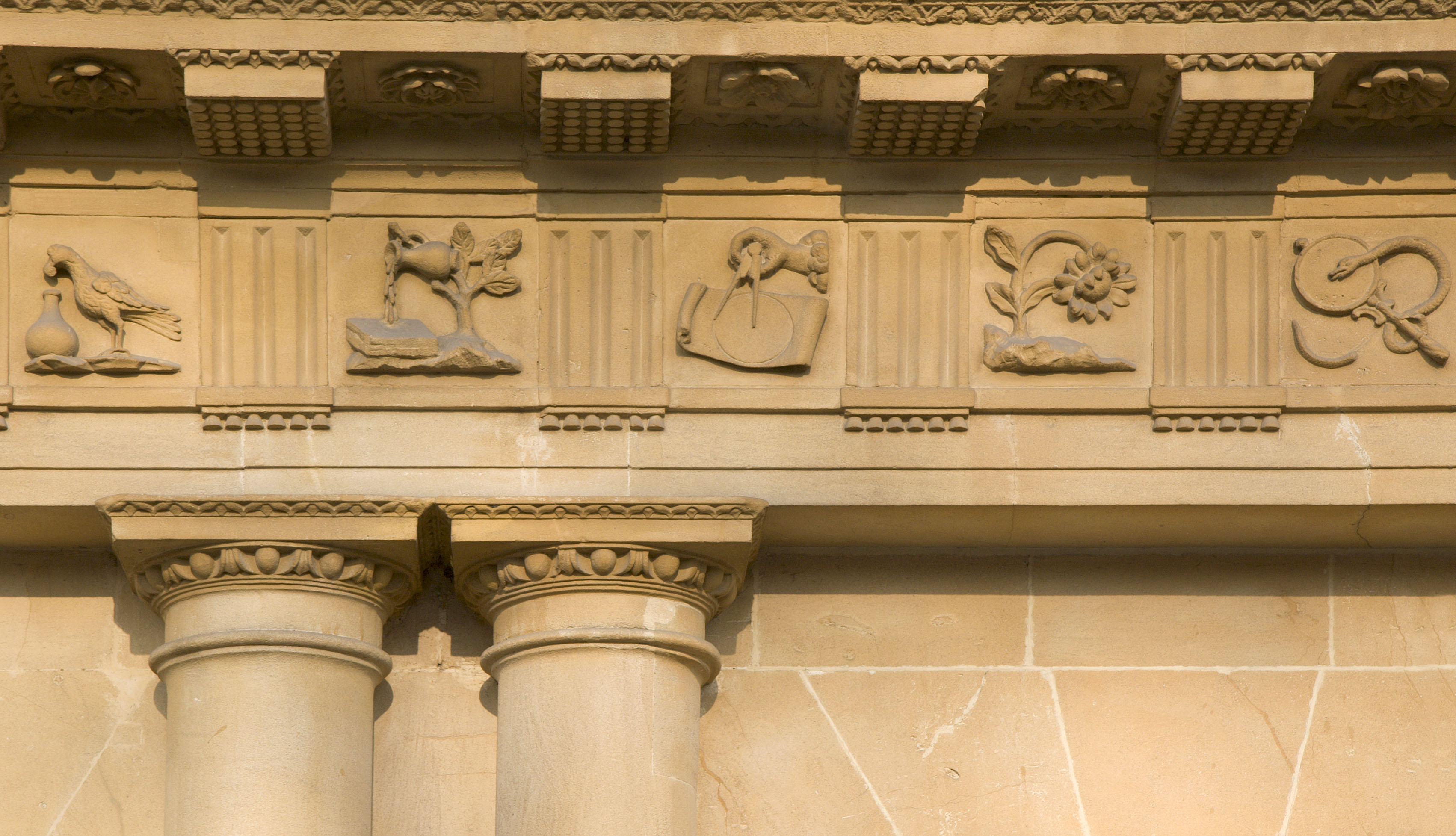
حمام سیرک جان وود ، سامرست (۱۷۵۴)، تریگلیف‌ها و متوپ‌های تزئین شده

تریگلیف (انگلیسی: Triglyph) یک اصطلاح معماری برای لوح‌های عمودی شیاردار دیواره دوریک در معماری کلاسیک است که به دلیل شیارها یا کانال‌های زاویه‌دار در آنها به این نام خوانده می‌شود. فضاهای فرورفته مستطیل شکل بین سه گلیف در دیواره دوریک را متوپ می‌نامند. فضاهای برجسته بین خود کانال‌ها (در داخل یک تریگلیف) در لاتین فمور (femur) یا در یونانی مروس (meros) نامیده می‌شود. در سنت سخت معماری کلاسیک، مجموعه ای از آب‌چکان‌ها یا گوتاها، شش «میخ» مثلثی شکل زیر، همیشه با یک تریگلیف در بالا (و بالعکس) همراه است و این جفت ویژگی فقط در اسپر‌های ساختمان‌هایی با استفاده از نظم دوریک یافت می‌شود. عدم وجود این جفت به‌طور مؤثر ساختمان را از نظم دوریک به نظم توسکانی سوق می‌دهد.
تریگلیف چنان‌که توسط ویتروویوس و نویسندگان رنسانس توصیف شده، تا حد زیادی نمودی زمین ساختی و اسکئومورفیک در سنگ انتهای تیرهای چوبی کلبه‌های معمولی بدوی است. تیرهای چوبی در سه مکان مجزا بریده شده بودند تا انتهای ناهموار خود را بیشتر در سایه قرار دهند. معماری یونانی (و بعدها معماری رومی) این ویژگی و همچنین بسیاری از ویژگی‌های رایج در ساختمان‌های چوبی اصیل را به عنوان ادای احترام به خاستگاه معماری و نقش آن در تاریخ و تکامل انسان حفظ کردند. این کانال‌ها همچنین می‌توانند در انتقال آب باران نقش داشته باشند.

## نگارخانه

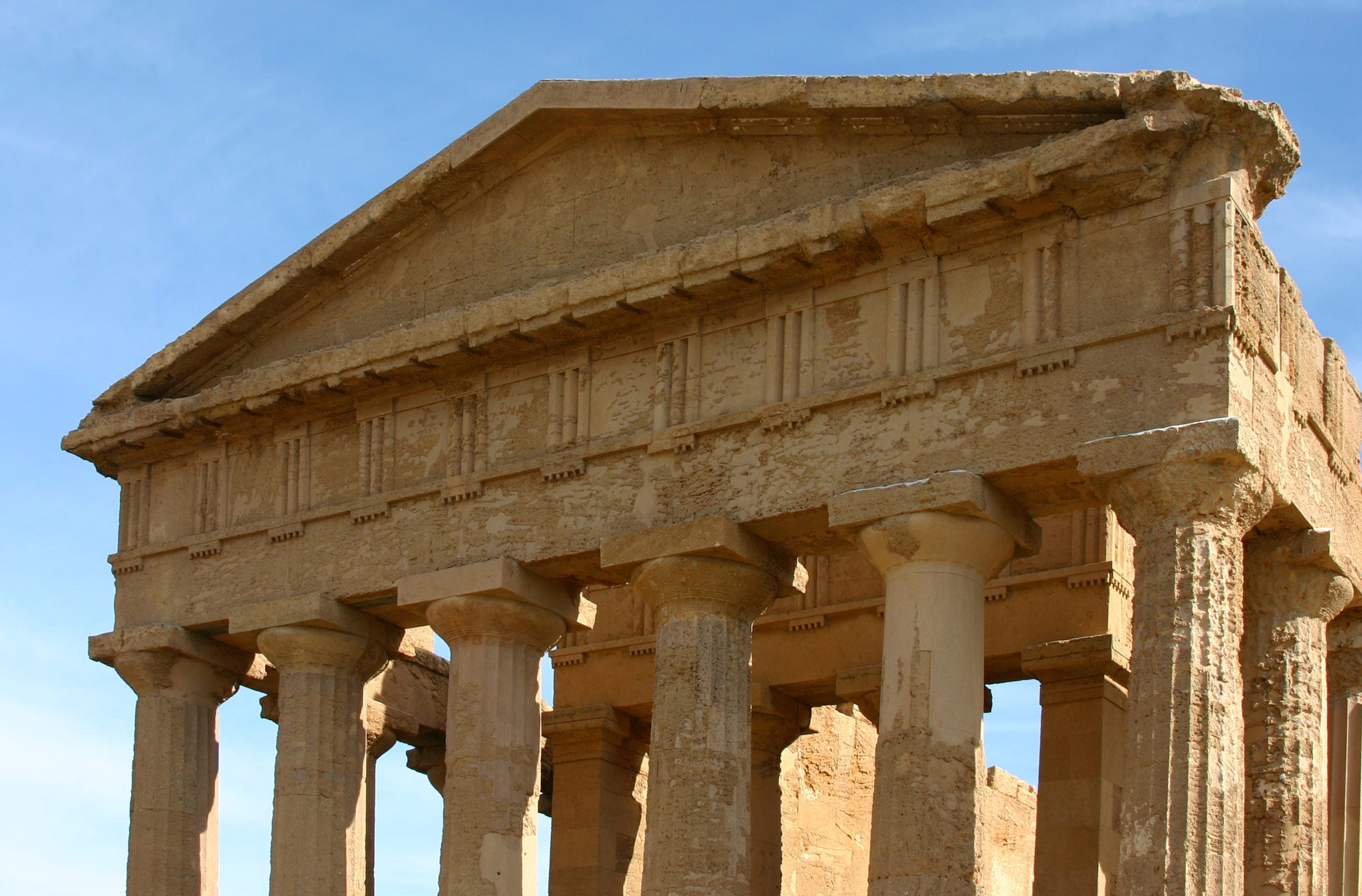
معبد کنکوردیا، آگریجنتو، سیسیل، با متوپ‌های ساده
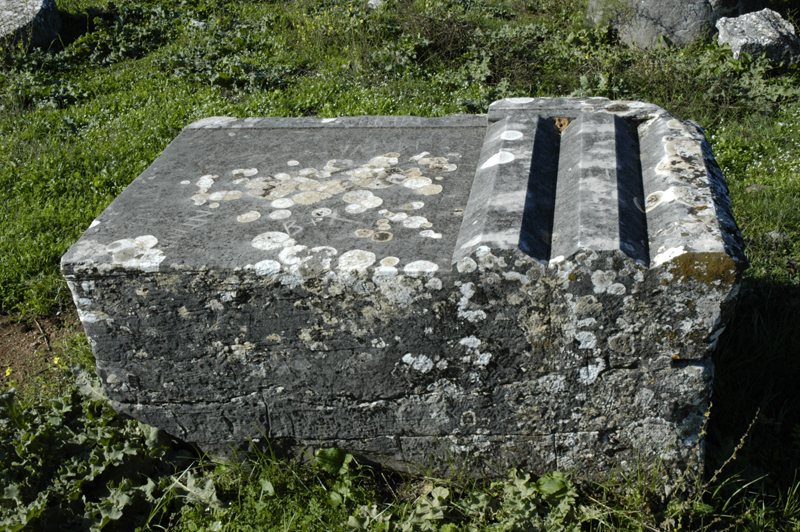
متوپ (چپ) و تریگلیف (راست) که از یک بلوک از Stratos.
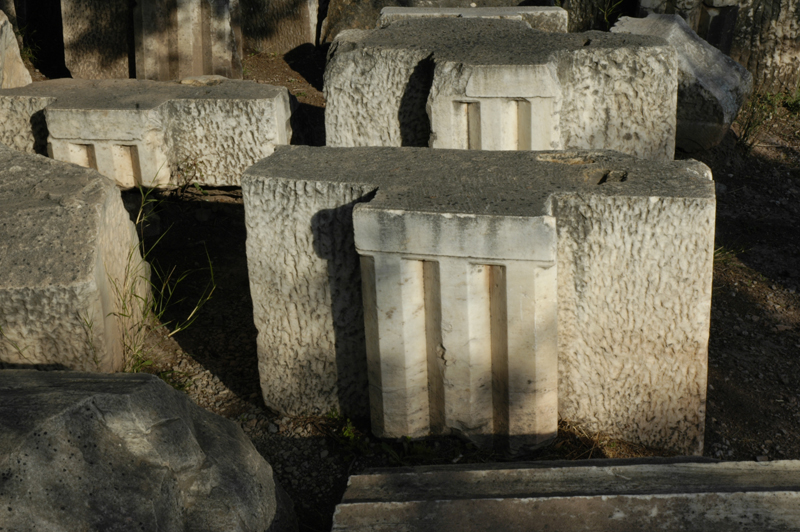
بلوک‌های تریگلیف با شکاف‌هایی برای قرار دادن متوپ‌ها در مارماریا در دلفی.
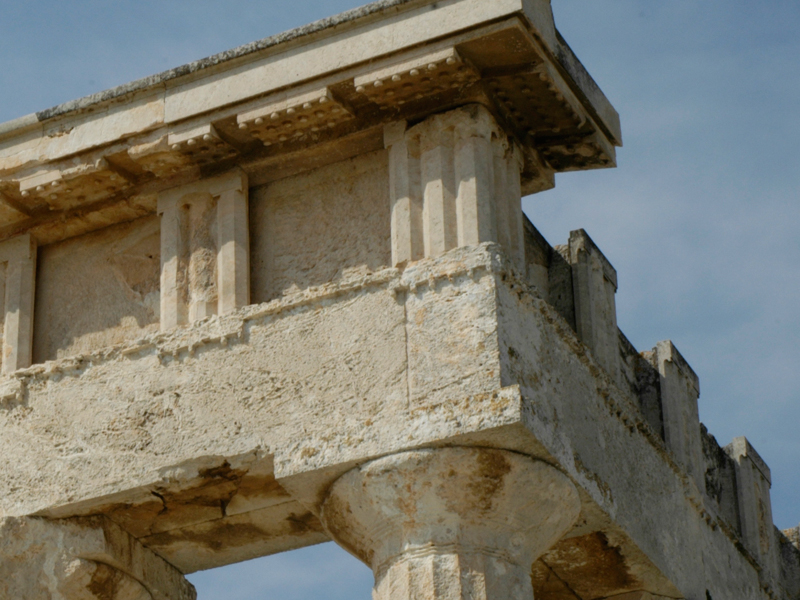
تریگلیف (شکاف برای درج متوپ‌ها) در فریز دوریک معبد آفایا.
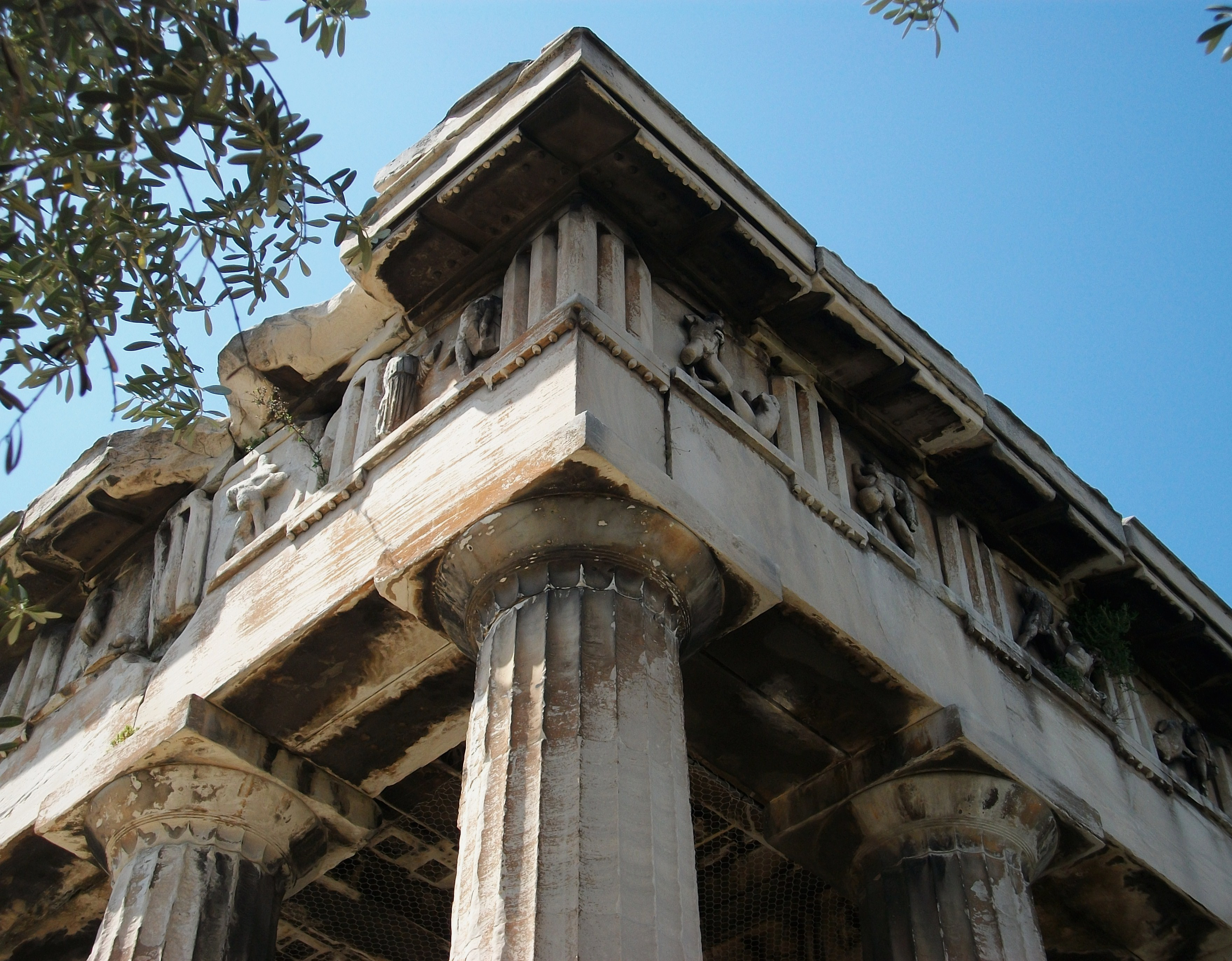
معبد هفایستیون در آتن، که خط دیواری دوریک را با تریگلیف‌ها و متوپ‌های حجاری شده نشان می‌دهد.
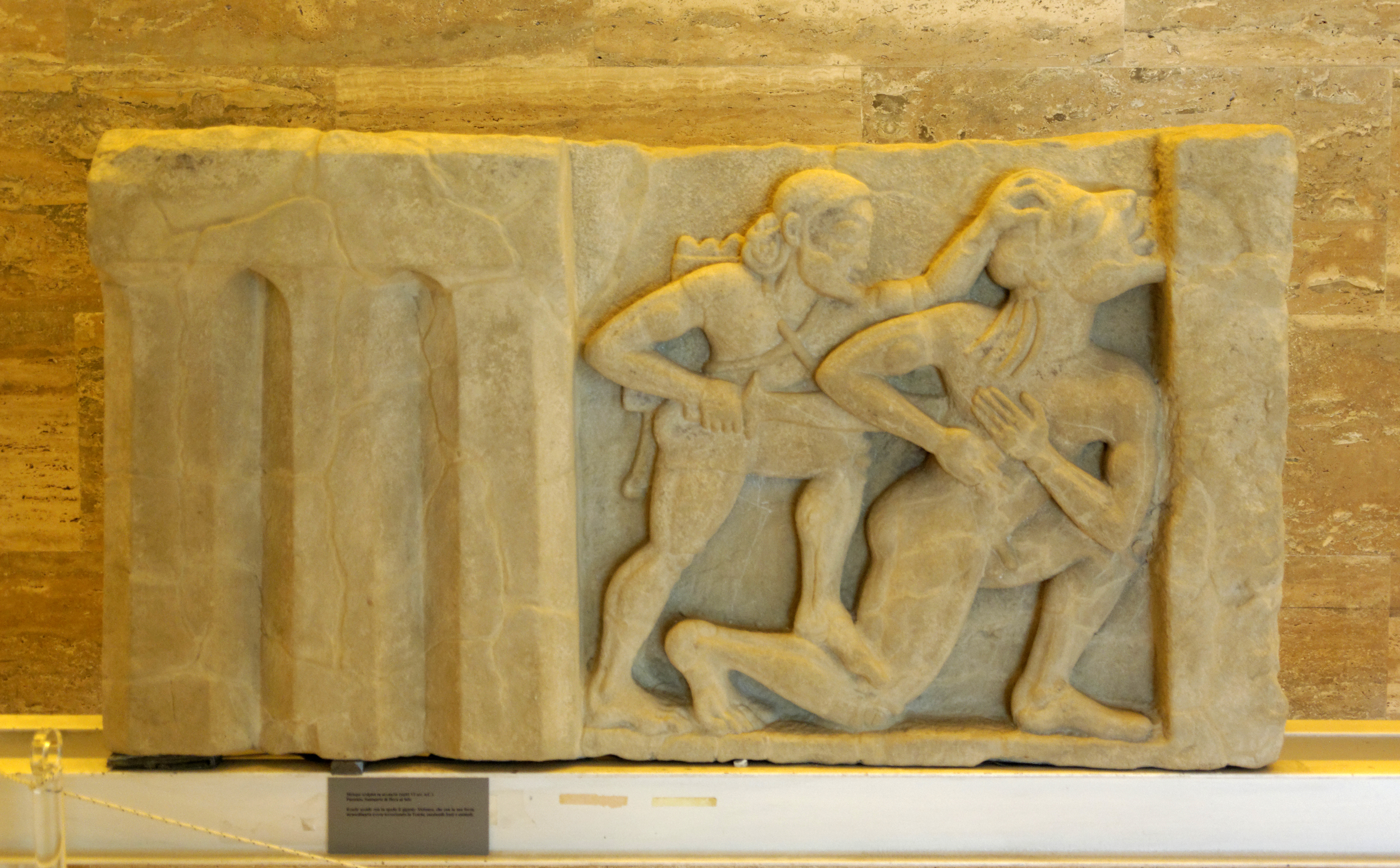
بخشی از فوس دل سله با متوپ و تریگلیف در یک تکه
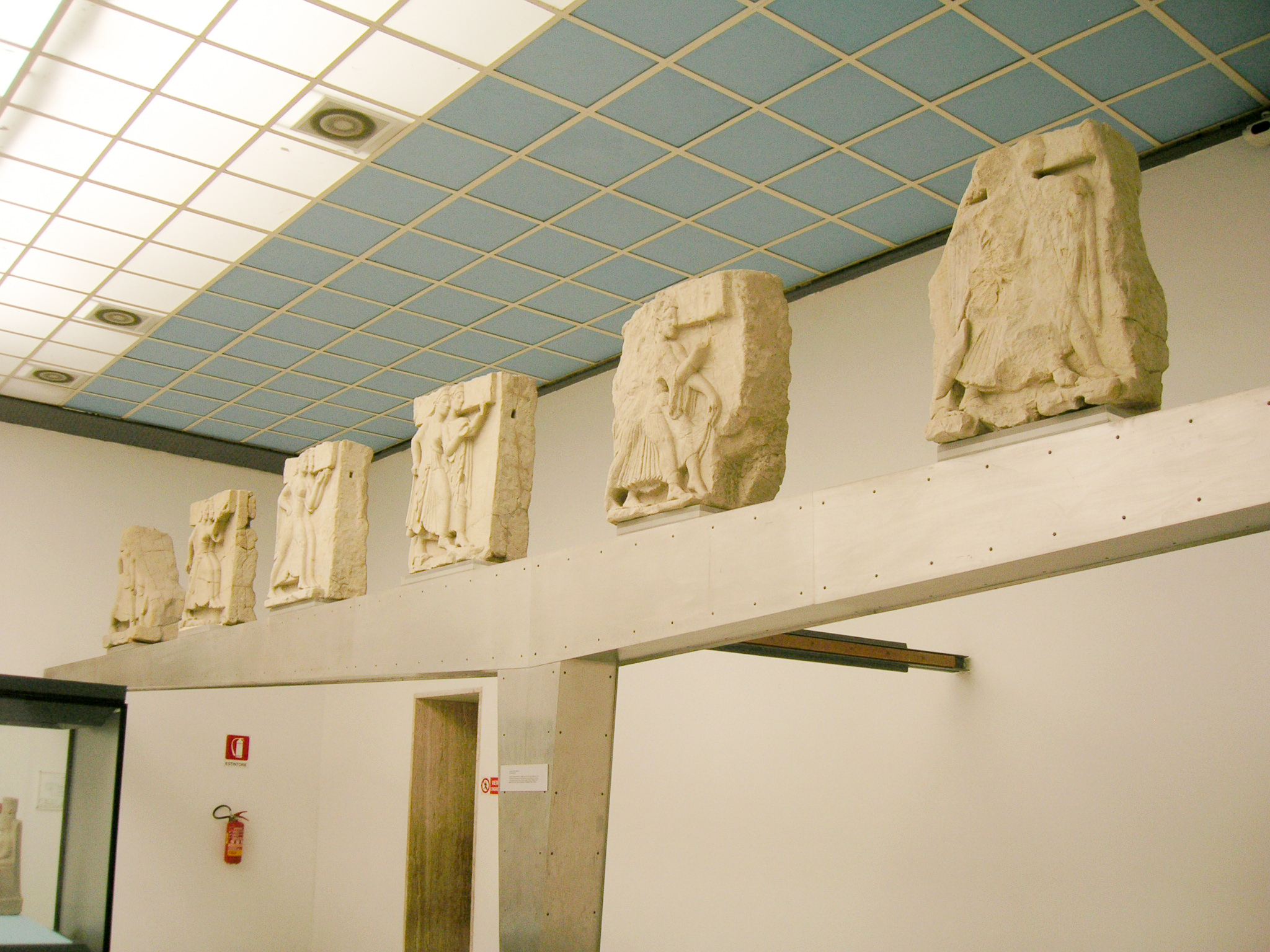
متوپ‌های گروه دوم در فوس دل سله
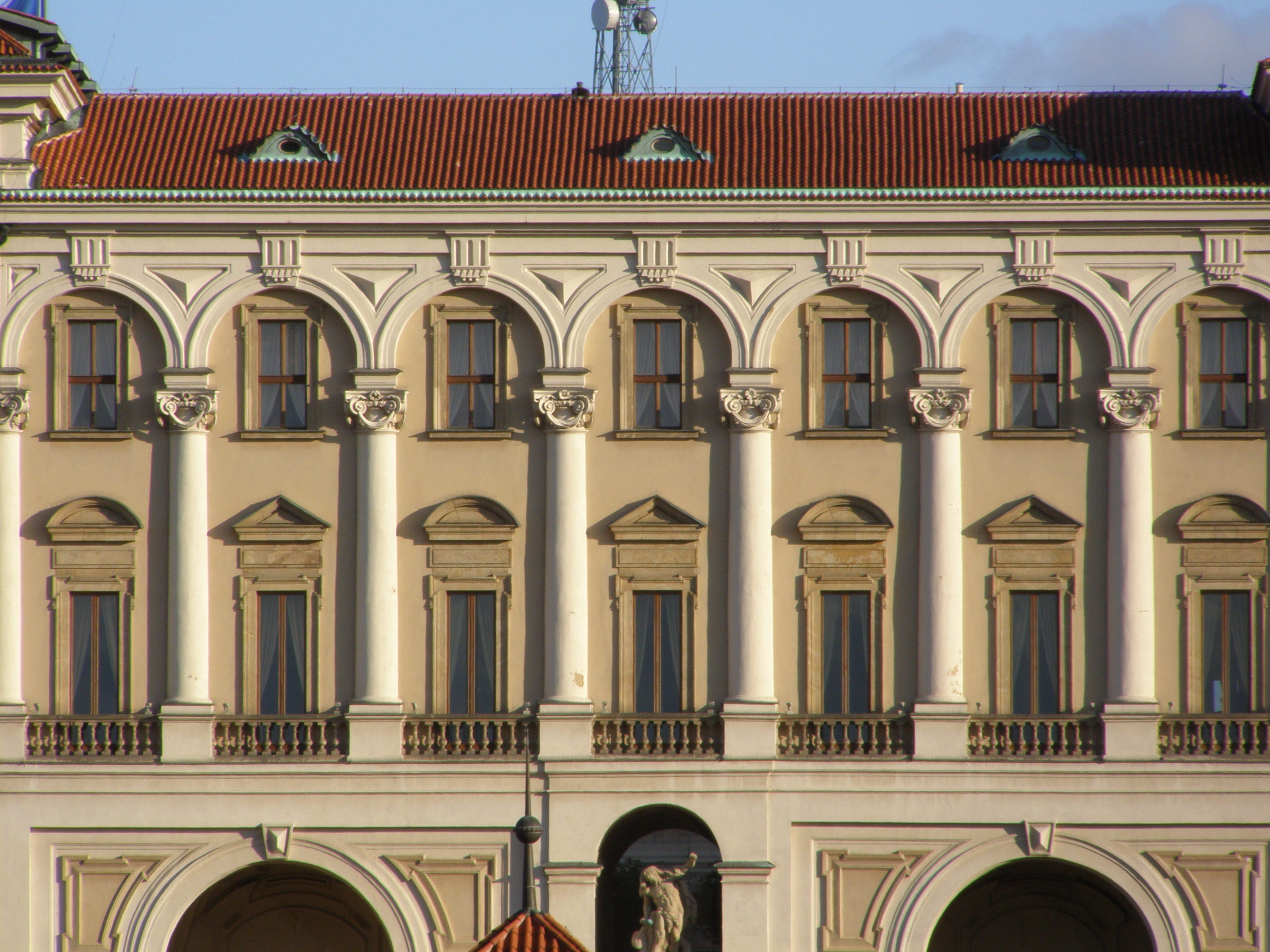
کاخ چرنین در پراگ (دهه ۱۶۶۰) دارای تریگلیف و گوتا به عنوان تزئینات در بالای طاق‌ها است.